# Amauronematus carbonarius
Amauronematus carbonarius är en stekelart som beskrevs av Hellén 1951. Amauronematus carbonarius ingår i släktet Amauronematus, och familjen bladsteklar. Arten är reproducerande i Sverige.